# Theodore N183
La Theodore N183 è una monoposto di Formula 1, l'ultima costruita dalla scuderia Theodore Racing, per partecipare al Campionato mondiale di Formula Uno del 1983. 
Progettata da Nigel Bennett, era alimentata da un motore Ford Cosworth DFV V8.
Essa derivava dalla Ensign N181, di cui conservava il telaio e le sospensioni. Addirittura il primo telaio (MN16) era quello usato dalla Ensign nel 1982 senza alcuna modifica. Gli altri due telai costruiti (MN17 e MN18) avevano rinforzi in fibra di carbonio.

## Carriera agonistica
All'inizio del 1983 vi fu la fusione con la Ensign; la Ensign N181 divenne quindi la Theodore N183, adattata però ai nuovi regolamenti che prevedevano l'eliminazione dell'effetto suolo.
A differenza delle stagioni passate, nel 1983 la Theodore iscrisse due vetture, confermando il pilota Roberto Guerrero, che nel 1982 gareggiò con la Ensign, e ingaggiando l'esordiente venezuelano Johnny Cecotto, campione mondiale di motociclismo nella classe 350 del 1975. A Guerrero e Cecotto vennero affidate le due vetture prodotte per la stagione 1983 ma dopo che Guerrero danneggiò gravemente la sua vettura al Gran Premio di San Marino il colombiano utilizzò per 5 gran premi, da Monaco alla Gran Bretagna, la vettura MN16.
Il miglior risultato della N183 fu ottenuto nella Race of Champions, gara non valida per il campionato, quando Brian Henton, che sostituì Cecotto, concluse in quarta posizione. Nel campionato la N183 ottenne come miglior piazzamento un sesto posto di Cecotto al Gran Premio degli Stati Uniti d'America-Ovest 1983.
La Theodore, che versava in gravi condizioni economiche, iscrisse il solo Guerrero al Gran Premio d'Europa, che fu anche l'ultimo Gran Premio disputato dalla Theodore Racing che, non avendo più i finanziamenti necessari per portare avanti l'attività agonistica, fallì prima della fine della stagione.

## Risultati in Formula 1
| Anno | Team            | Motore            | Gomme | Piloti   |    |     |     |     |     |     |     |     |    |     |     |    |    |    |  | Punti | Pos. |
| ---- | --------------- | ----------------- | ----- | -------- | -- | --- | --- | --- | --- | --- | --- | --- | -- | --- | --- | -- | -- | -- |  | ----- | ---- |
| 1983 | Theodore Racing | Ford Cosworth DFV | G     | Guerrero | NC | Rit | Rit | Rit | NPQ | Rit | NC  | Rit | 16 | Rit | Rit | 12 | 13 | 12 |  | 1     | 12º  |
| 1983 | Theodore Racing | Ford Cosworth DFV | G     | Cecotto  | 14 | 6   | 11  | Rit | NPQ | 10  | Rit | Rit | NQ | 11  | NQ  | NQ | 12 |    |  | 1     | 12º  |